# Ankaramena (Taolanaro)
Ankaramena è una città e comune del Madagascar situata nel distretto di Tolagnaro, regione di Anosy. 
La popolazione del comune rilevata nel censimento 2001 era pari a 12 666 unità.